# Étalon
Étalon là một thị trấn ở tỉnh Somme trong vùng Hauts-de-France, Pháp.

## Địa lý
Étalon is Xã này tọa lạc trên đường D139, khoảng 48 km (30 mi) về phía đông đông nam của Amiens.

## Dân số
| 1982                                           | 1990 | 1999 | 2006 |
| ---------------------------------------------- | ---- | ---- | ---- |
| 104                                            | 116  | 112  | 136  |
| Số liệu từ năm 1982: Dân số không tính hai lần |      |      |      |